# Mnesarete loutoni
Mnesarete loutoni är en trollsländeart som beskrevs av Rosser W. Garrison 2006. Mnesarete loutoni ingår i släktet Mnesarete och familjen jungfrusländor. Inga underarter finns listade i Catalogue of Life.